# Сахалин-5
«Сахали́н-5» — нефтегазовый проект на шельфе острова Сахалин.
Владельцы проекта — «Роснефть» (51 %) и BP (49 %). Оценка суммарных запасов нефти на двух участках проекта — Восточно-Шмидтовском и Кайганско-Васюканском — около 550 млн т, газа — 41 млрд м³, перспективные запасы нефти оцениваются в 1,5 млрд т нефти и 255 млрд м³ газа. В настоящее время[когда?] работы по проекту Сахалин-5 по-прежнему находятся в стадии «проектной документации». А активная стадия работы начнется не ранее 2010 года.[обновить данные]
В 2004—2009 гг. компании также работали на Восточно-Шмидтовском участке, однако в 2009 г. в результате анализа данных, полученных в ходе бурения на Западно-Шмидтовском участке, а также данных, полученных в ходе сейсморазведки на Восточно-Шмидтовском участке, было принято решение отказаться от бурения разведочных скважин на Восточно-Шмидтовском участке и сдать лицензию государству.
Кайганско-Васюканский участок площадью 7,2 тыс. км² расположен в Охотском море в северо-восточной части шельфа острова Сахалин. Глубина моря в районе участка составляет 90-120 м. В результате поисково-разведочных работ на участке выявлено тринадцать перспективных структур.
В 2004 г. на участке была пробурена первая поисково-разведочная скважина, вскрывшая залежь Пела Лейч. В 2005 г. проведено бурение поисково-разведочной скважины Удачная, также вскрывшей продуктивную залежь. Полученные данные подтвердили правильность направлений поиска и высокую перспективность Кайганско-Васюканского участка. В 2006 г. было завершено бурение поисковых скважин на структурах Южно-Васюканская и Савицкая.
В марте 2007 г. было получено Свидетельство об установлении факта открытия месторождения Кайганско-Васюканское — море с извлекаемыми запасами нефти и газового конденсата по категориям АВС1 16,14 млн т (118 млн барр.).
В 2008 г. на Кайганско-Васюканском участке была выполнена морская сейсмическая съемка 2D в западной части в объёме 2 100 пог. км.
В 2009 г. на Кайганско-Васюканском лицензионном участке с целью изучения прибрежных структур была выполнена сейсморазведка методом 2D в объёме 235 пог. км и методом 3D в объёме 917 кв. км.
В 2010 г. по Кайганско-Васюканскому участку продолжалась комплексная интерпретация данных сейсморазведки 3D и глубокого бурения. Завершена обработка и интерпретация материалов сейсморазведки 2D по транзитной зоне участка.
В 2012 г. по Кайганско-Васюканскому были установлены новые нефтеперекачивающие вышки, с технологией CD211.